# Партия рабочего обновления
Бразильская партия трабальистского обновления (Партия рабочего обновления, порт. Partido Renovador Trabalhista Brasileiro, сокращённо — PRTB) — правая политическая партия Бразилии. 
Партия образована в 1994 году членами бывшей Реформистской трабальистской партии, не вошедшими в созданную на базе последней Прогрессистскую партию; зарегистрирована в 1997 году.
Принадлежит к трабальистской традиции Жетулиу Варгаса, придерживается консервативных, правопопулистских и корпоративистских взглядов.
В 2006 году от неё избрался сенатором экс-президент Фернанду Колор ди Мелу, в 1992 году подвергнутый процедуре импичмента. Партийный лидер Леви Фиделис получал незначительное количество голосов на президентских выборах 2010 и 2014 годов.